# Млодоцин-Мнейши
Млодоцин-Мнейши (пол. Młodocin Mniejszy) — село в Польщі, у гміні Коваля Радомського повіту Мазовецького воєводства.
Населення — 633 особи (2011).
У 1975-1998 роках село належало до Радомського воєводства.

## Демографія
Демографічна структура станом на 31 березня 2011 року:
|          | Загалом | Допрацездатний вік | Працездатний вік | Постпрацездатний вік |
| -------- | ------- | ------------------ | ---------------- | -------------------- |
| Чоловіки | 328     | 79                 | 228              | 21                   |
| Жінки    | 305     | 76                 | 190              | 39                   |
| Разом    | 633     | 155                | 418              | 60                   |